# Saâd Chraïbi
Saâd Chraïbi (en àrab : سعد الشرايبي) és un director i guionista marroquí nascut a Fes el 27 de juliol de 1952.
Ha realitzat nombroses pel·lícules i documentals que tracten sobre la societat i la història del Marroc, en particular el període colonial i els “anys de plom”, però també la condició de la dona al Marroc. Activista i intel·lectual, ha escrit nombrosos articles i ha participat en conferències arreu del món sobre cinema.

## Biografia
De 1968 a 1970, Saâd Chraïbi va estudiar medicina a la Facultat de Medicina de Casablanca. A la dècada del 1970, es va convertir en membre de la Federació Nacional de Cinema Clubs del Marroc, i el 1973 va fundar el cineclub "Al Azaim", que va dirigir fins al 1983.
El 1976, va participar en la producció de la pel·lícula col·lectiva Les cendres du clos, amb Abdelkader Lagtaâ i Abdelkrim Mohammed Derkaoui. El 1990 va estrenar el seu primer llargmetratge, Chronique d’une vie normale. El 2000 va dirigir Soif, que rememora el passat colonial del Marroc.
L'any 1998, Saâd Chraïbi va inaugurar una trilogia dedicada a la condició de les dones marroquines realitzant la pel·lícula Femmes... et femmes, que tracta sobre la violència domèstica i la desigualtat de gènere. Aquest llargmetratge va batre tots els rècords de taquilla del Marroc en aquell moment, amb 72.138 entrades venudes la primera setmana. Aquesta pel·lícula va ser seguida el 2004 per Jawhara, fille de prison, amb una nena nascuda d'una violació, i que creix en un entorn penitenciari al costat de la seva mare, en el context dels "anys de plom". La trilogia es va acabar el 2011 amb Femmes en miroirs.
El desembre de 2015 va ser membre del jurat de curtmetratges del 15è Festival Internacional de Cinema de Marràqueix, presidit per Joachim Lafosse.

### Privadesa
Saâd Chraïbi és el germà del director Omar Chraïbi. Després d'un primer matrimoni durant el qual va tenir dos fills, es va tornar a casar l'any 1998 amb l'actriu marroquina Mouna Fettou (que interpreta moltes de les seves pel·lícules), amb qui té un fill. Es van divorciar el julol de 2005.

## Filmografia

### En cinéma
- 1976 : Les cendres du clos (col·lectiu)
- 1978 : De la vie d'un village (curtmetratge, documental)
- 1980 : Paroles et expression (curtmetratge)
- 1982 : Absence (migmetratge)
- 1990 : Chronique d’une vie normale
- 1998 : Femmes... et femmes
- 2000 : Soif
- 2004 : Jawhara, fille de prison
- 2008 : Islamour
- 2011 : Femmes en miroirs
- 2019 : Les 3 M Histoire Inachevée

### En televisió
- 2002 : L'Affaire Sarah T. (telefilm)
- 2005 : Demande d'emploi (telefilm)
- 2006 : Déchirement (telefilm)